# 江別町警察
江別町警察（えべつちょうけいさつ）は、江別町時代だった北海道江別市に存在した自治体警察の名称。

## 概要
1948年（昭和23年）3月に施行された旧警察法によって、日本の警察は戦前の中央集権的な国家警察から、国家地方警察（人口5千人未満の町村地域を管轄、略称：国警）と自治体警察の二つに分けられた。後者の自治体警察については市だけでなく、市街的町村（①人口5千人以上、②中心街の連坦戸数が全戸の35％以上、③商工業、その他都市的業態の戸数が全戸の35％を占める）にも設置されることになった。そのため、江別町でも1947年12月に町議会で公安委員会委員3名を任命、翌年3月に江別町警察が設置された。
- 名称　江別町警察署
- 住所　札幌郡江別町3条5丁目15
- 管轄区域　江別町一円
- 署長　三浦重郎
- 警官数　33人[2]

しかし自治体警察の経費は全額を自治体が負担する事になったため、財政力が乏しい自治体にとっては重荷となり、江別町警察の場合も1952年度（昭和27年）で維持費に1千万円を要し、当時における町税収入の約1割に相当した。このような背景を受け、1951年（昭和26年）6月に警察法一部改正が行われ、「人口5千人以上の町村は、住民投票によって警察を維持しないことができる」と町村の自治体警察廃止に道が開けた事を受け、江別町でも1952年5月11日に住民投票が行われ、賛成が多数を占めたことを受け、同年6月1日に江別町警察署は国警に移管され、4年余りの自治体警察としての歴史に幕を閉じた。
なお北海道全体でみた場合でも自治体警察の数は1953年（昭和28年）時点で42市町村と当初の78市町村から半減している。そして自治体警察自身も1954年6月の新警察法が成立したことにより、都道府県警察へと吸収され、消滅した。

## 住民投票の結果
江別町警察の廃止の是非を問う住民投票は前述のとおり、1952年5月11日に行われた。しかし住民投票への関心は低く、有権者総数15,101人に対して半分にも満たない3,301人（21.9％）の投票にとどまった。
- 賛成　2,409票
- 反対　    821票